# Siel und Schöpfwerk Knock
Das Siel und Schöpfwerk Knock ist ein kombiniertes Siel und Schöpfwerk an der Knock im Emder Stadtteil Wybelsum. Es entwässert ein rund 35.000 Hektar großes Gebiet über das Knockster Tief in die Ems.

## Funktion
Der I. Entwässerungsverband Emden ist zuständig für das nordwestliche Ostfriesland, das zu einem Drittel unter Normalhöhennull (NHN) liegt. Aufgrund dieser geographischen Verhältnisse müssen Wasserstände von NHN −1,40 m in den Wintermonaten und  NHN −1,27 m in den Sommermonaten eingehalten werden. Zu diesem Zweck wurde 1968/69 das damals größte Siel und Schöpfwerk Europas mit einem 42 Hektar großen Mahlbusen errichtet.
An der Knock kann die Hälfte des Niederschlagswassers über zwei Siele mit je 11,5 m lichter Breite abgeführt werden. Für die übrige Wassermenge stehen vier Kreiselpumpen mit einer Förderleistung von jeweils 15.000 Liter pro Sekunde zur Verfügung. Die Neuordnung der Hauptvorflut mit einer Gewässerlänge von 43 Kilometern und die Ausrichtung eines 35.000 Hektar großen Einzugsgebietes auf das Siel und Schöpfwerk Knock wurde 2002 abgeschlossen.